# Hexagrammos
Hexagrammos is een geslacht van straalvinnige vissen uit de familie van groenlingen (Hexagrammidae). Het geslacht is voor het eerst wetenschappelijk beschreven in 1810 door Tilesius (ex Steller).

## Soorten
- Hexagrammos agrammus Temminck & Schlegel, 1843
- Hexagrammos decagrammus Pallas, 1810
- Hexagrammos lagocephalus Pallas, 1810
- Hexagrammos octogrammus Pallas, 1814
- Hexagrammos otakii Jordan & Starks, 1895
- Hexagrammos stelleri Tilesius, 1810